# Aldrin (crater lunar)
Aldrin este un mic crater lunar de impact situat în partea de sud a Mării Liniștii, la est de Sabine. Se află situat la aproximativ 50 de kilometri nord-vest de locul de de aterizare al Apollo 11. Numit după astronautul american  Buzz Aldrin, craterul este cel mai vestic din șirul de trei cratere numite în cinstea membrilor echipajului Apollo 11. La aproximativ 30 de kilometri est este locul de aterizare al sondei lunare Surveyor 5. 
Acest crater a fost identificat anterior ca „Sabine B”, înainte de a fi redenumit de Uniunea Astronomică Internațională. La rândul său, Sabine este situată la vest de Aldrin.  

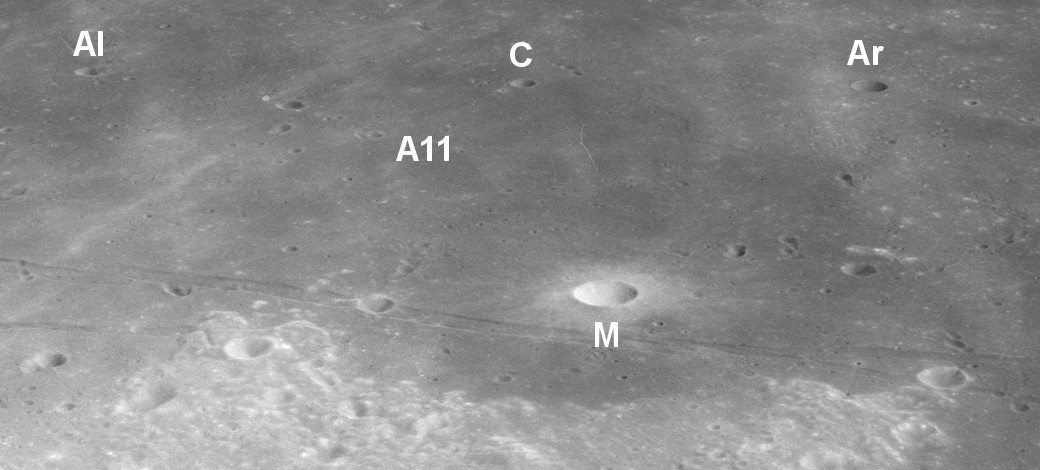
Vedere oblică adnotată furnizată de Apollo 16, care indică locului de aterizare Apollo 11 (A11) relativ la craterele Aldrin (Al), Collins (C), Armstrong (Ar) și Moltke (M)